# Hen (pronombre)
Hen (del sueco) es un pronombre personal de género neutro en sueco entendido como una alternativa a los pronombre de género específico hon ("ella") y han ("él"). Puede ser utilizado cuándo el género de una persona es desconocido, cuando ésta no desea especificarlo o para referirse a individuos agénero, genderqueer o no binarios. La palabra fue propuesta por primera vez en 1966, y nuevamente en 1994, con referencia al finlandés hän, un pronombre personal de género neutro, ya que el finlandés carece de géneros gramaticales. Aun así, no recibió completo reconocimiento hasta alrededor del 2010, cuando empezó a ser utilizado en algunos libros, revistas y periódicos, provocando debates en los medios de comunicación y controversia sobre feminismo, neutralidad de género, y crianza de los hijos. En julio de 2014, fue anunciado que hen sería incluido en Svenska Akademiens ordlista, el glosario oficial de la Academia Sueca. En abril del 2015, el pronombre neutro hen junto a otras 13,000 palabras nuevas fueron añadidas en el nuevo diccionario oficial de la lengua sueca.

Ilustración visual de los dos pronombres de género y hen, a través de la fusión de ambos símbolos de género

Es actualmente tratado como neologismo por manuales de estilo suecos. Periódicos importantes como Dagens Nyheter se han declarado en contra de su uso, no obstante algunos periodistas siguen usándolo. El Consejo de la Lengua de Suecia no ha emitido ninguna proscripción concreta contra el uso de hen, aunque recomienda usar la forma flexionada hens como posesivo ("su") y hen como la forma objetiva.